# كريستن كنودسن
كريستن كنودسن (بالنرويجية البوكمول: Christen Knudsen)‏ هو مالك سفن ‏ نرويجي، ولد في 25 يناير 1813، وتوفي في 1888.